# Porsche Boxster
O Porsche Boxster é um carro desportivo de dois lugares com motor central fabricado e comercializado pela fabricante alemã de automóveis Porsche ao longo de quatro gerações. O Boxster assumiu o lugar do 968 no posto de menor e mais acessível modelo da Porsche.

## Primeira geração (1996)

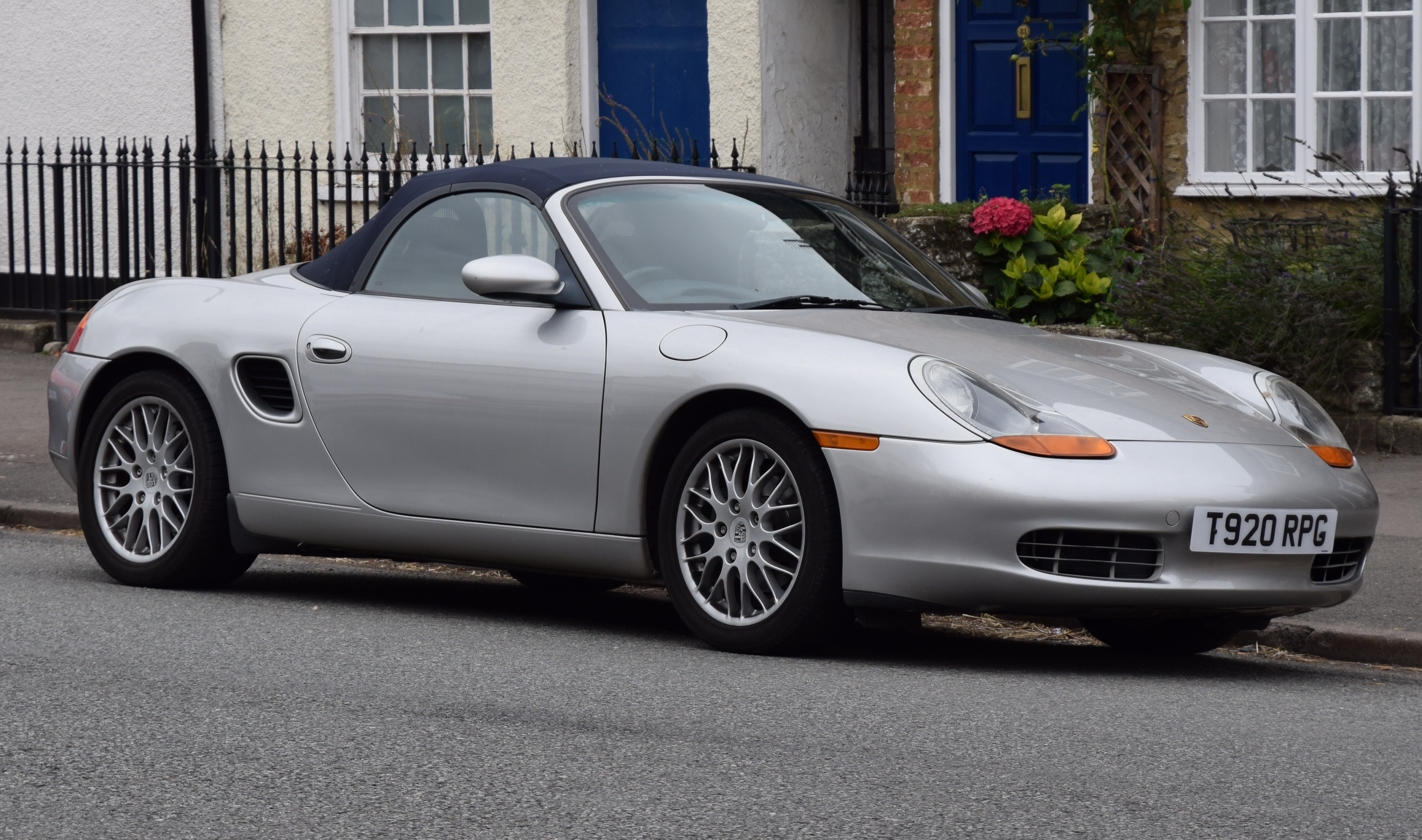
Primeira geração (1999)

A primeira geração do Boxster (986) foi lançado no final de 1996. Era movido por um motor boxer de seis cilindros e 2,5 litros. O design foi fortemente influenciado pelo Boxster Concept de 1993.

## Segunda geração (2005)

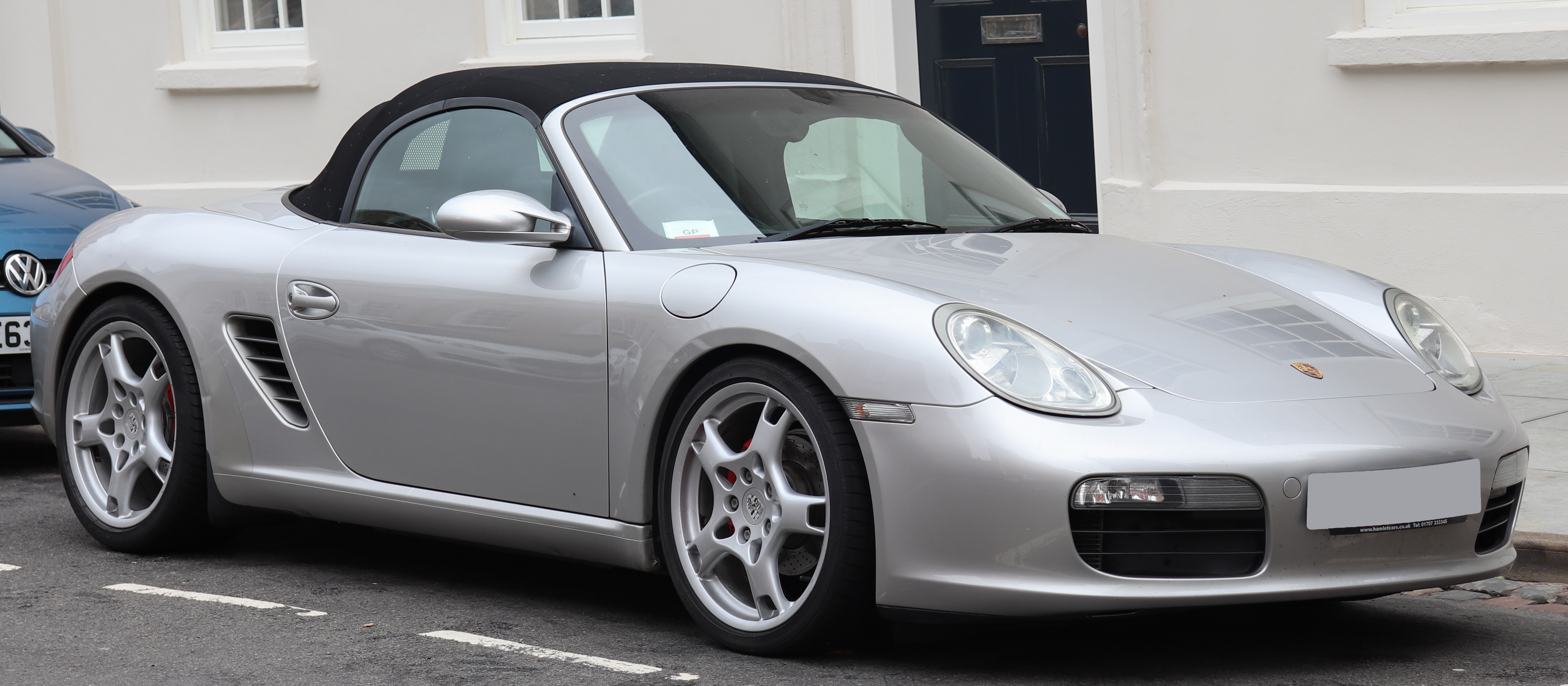
Segunda geração (2006)

A segunda geração do Boxster (987) estreou no Salão Automóvel de Paris de 2004 e ficou disponível para venda em 2005.

## Terceira geração (2012)

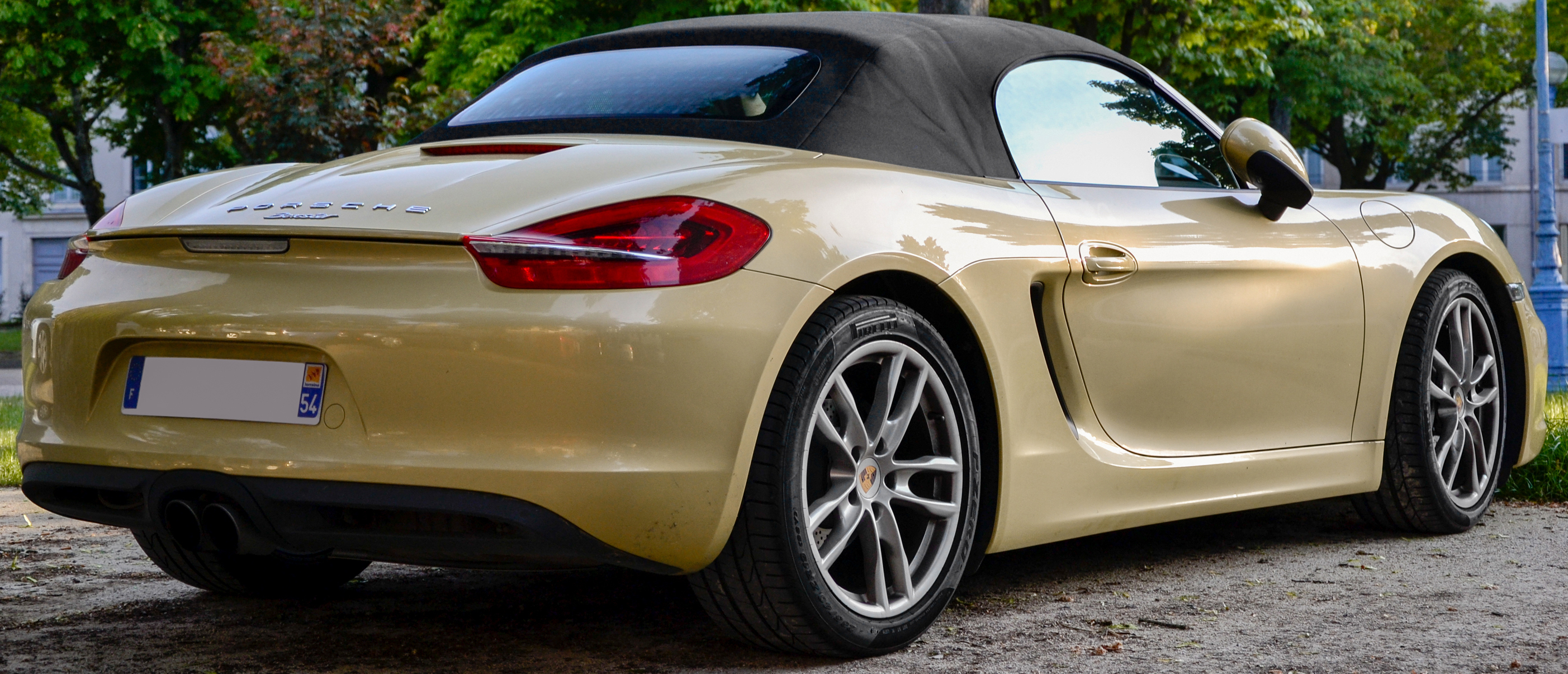
Terceira geração (2012-2016)

A terceira geração do Boxster (conhecido internamente como 981) foi anunciado em 13 de março de 2012 no Salão Automóvel de Genebra, com as vendas a começar no início do verão de 2012.

## Quarta geração (2016)

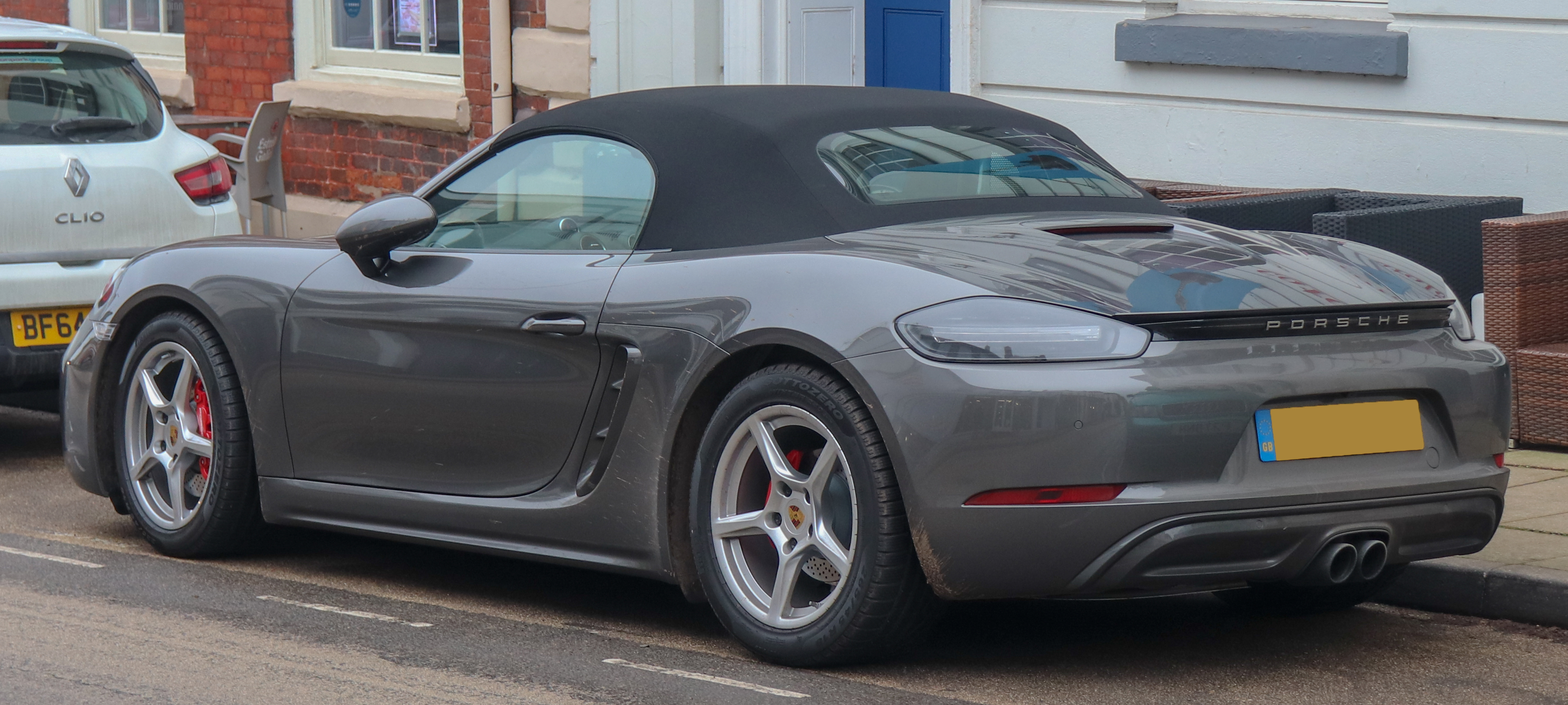
Quarta geração (2018)

Com a nova geração 982, a designação de marketing do Boxster (e do Cayman) foi alterada para Porsche 718, uma homenagem à herança automobilística da Porsche que venceu a corrida Targa Florio em 1959 e 1960. Porque o 718 Boxster perdeu dois cilindros, indo de um motor flat-6 naturalmente aspirado a um motor flat-4 turboalimentado, o nome pretende evocar uma série de corridas que foi vencida por um carro leve que superou os carros com motores mais potentes.

## Quinta geração (2025?)
A quinta geração do Porsche Boxster ainda não foi lançada oficialmente, no entanto, pelas fotos existentes, diversas fontes avançam que será uma versão 100% elétrica, à semelhança do que aconteceu com o Porsche Macan.